# Benediktova opcija
Benediktova opcija – strategija za kršćane u postkršćanskom svijetu (eng. izvornik:  The Benedict Option: A Strategy for Christians in a Post-Christian Nation) autora američkoga novinara i publicista Roda Drehera iz 2017. godine. Knjiga je izazvala veliku senzaciju u Americi. I prije nego što je prevedena na hrvatski jezik, izazvala je polemike u Hrvatskoj. Na hrvatski ju je prevela Emina Kovačević. Postala je svjetski bestseler. Knjiga je proglašena "najdiskutiranijom i najvažnijom vjerskom knjigom desetljeća". Poziva kršćane izgraditi "snažne korablje za dugačko putovanje mračnim vodama našega doba i usvojiti navike koje će njima i njihovim obiteljima pomoći živjeti" kršćanski u nekršćanskom svijetu. Knjiga je namijenjena "svima koji mogu i znaju čitati znakove vremena". Autor je pozvao kršćane odbaciti lažni optimizam ili fatalističko očajavanje te usvojiti navike i pristup stvarnosti koji će njih i njihove obitelji poduprijeti u izazovima, krizama i pritiscima s kojima smo svi suočeni.

## Vanjske poveznice
- Mario Šoša: »BENEDIKTINSKA OPCIJA« Je li doista nastupilo »postkršćansko doba«?, Glas Koncila. 6. svibnja 2018.
- benediktova-opcija.org  Arhivirana inačica izvorne stranice od 10. kolovoza 2020. (Wayback Machine) Portal za kršćansku kulturu i strategiju u postkršćanskom svijetu